# Шестаевский сельсовет
Шестаевский сельсовет — муниципальное образование в Давлекановском районе Башкортостана.

## История
Согласно «Закону о границах, статусе и административных центрах муниципальных образований в Республике Башкортостан» имеет статус сельского поселения.

## Население
| 2002 | 2009 | 2010 | 2012 | 2013 | 2014 | 2015 |
| ---- | ---- | ---- | ---- | ---- | ---- | ---- |
| 813  | ↘760 | ↘722 | ↘699 | ↘669 | ↘659 | ↘647 |
| 2016 | 2017 |      |      |      |      |      |
| ↘632 | ↘623 |      |      |      |      |      |

## Состав сельского поселения
| № | Населённый пункт | Тип населённого пункта       | Население |
| - | ---------------- | ---------------------------- | --------- |
| 1 | Шестаево         | село, административный центр | ↘154      |
| 2 | Ивангород        | деревня                      | ↘377      |
| 3 | Политотдел       | село                         | ↘191      |
| 4 | Такмак           | деревня                      | ↘0        |